# Concepció Giol Grau
Concepció Giol Grau (Porrera, 3 de març de 1896 – Sant Feliu de Llobregat, 1989) fou una llevadora catalana. Obtingué el títol de llevadora el 1939 i des d'aleshores treballà a l'Ajuntament de Sant Feliu de Llobregat atenent les necessitats de les dones més pobres. A nivell particular també assitia a famílies que li abonaven les despeses.
Concepció Giol fou la llevadora de Sant Feliu de Llobregat durant els anys 1940 i 1955, va ajudar a moltes de les dones santfeliuenques a parir les seves criatures, a les seves cases familiars, o en altres condicions higièniques més deficients (en les caravanes o sota el pont). En els parts no utilitzava anestèsia i portava com a utensilis unes pinces i tisores per als naixements. Si un part es preveia que fos difícil s'avisava al metge perquè el poguessin fer junts, normalment el metge només assistia si el part podia tenir complicacions.
Des del 27 de març de 1934, que es va titular a la Facultat de Medicina de la Universitat de Barcelona, va demanar l'autorització a l'Ajuntament de Sant Feliu de Llobregat per a treballar com a auxiliar de llevadora del municipal, conjuntament amb la seva mare Josefa Grau (sense cap retribució). Des del 1939 va ser la titular de llevadora municipal i va ajudar a moltes dones que no tenien recursos econòmics. La seva tasca com a llevadora municipal la combinava en visites particulars a famílies fent els parts a les cases familiars. Després de cada part continuava amb el seguiment de la mare i el nadó durant uns dies. També feia el recorregut de les diferents parteres per a ensenyar entre d'altres qüestions com donar de mamar, com fer la neteja i la cura dels infants.